# Odnoklassniki
Odnoklassniki (en ruso, Одноклассники, «Compañeros de clase») es una red social rusa propiedad de VK. A principios de 2018, se declaró el tercer sitio más popular en Armenia, el cuarto en Rusia y Azerbaiyán, el quinto en Kazajistán, el séptimo en Ucrania, el 27º en el mundo. El proyecto se inició el 26 de marzo de 2006.
Según las estadísticas propias del sitio web, a julio de 2011 se habían registrado más de 100 millones de usuarios, a marzo de 2012 más de 156 millones, a 1 de enero de 2013 más de 205 millones, a 2016 más de 290 millones y a 2017 más de 330 millones. El tráfico del sitio es de más de 71 millones de visitantes al mes.
Según una encuesta realizada en diciembre de 2017, el 19 % de los usuarios de Internet rusos utilizan Odnoklassniki todos o casi todos los días.

## Historia
El creador del sitio, Albert Mijailóvich Popkov, que vivía en Londres y trabajaba en el campo de las telecomunicaciones, participó en la creación de proyectos similares en otros países europeos. De marzo a noviembre de 2006 el proyecto existió como un hobby y en términos comerciales fue mencionado sólo en una agencia de publicidad amigable como una plataforma para la publicidad. El número de usuarios registrados en el sitio aumentó exponencialmente, por lo que el fundador del proyecto, se decidió establecer una entidad jurídica independiente.

## Características
Según un recuento de 2012, contaba con 16,5 millones de usuarios únicos activos con una leve tendencia a la migración hacia otras redes sociales (mayoritariamente Facebook y VKontakte). Fue creada en 2006 y el promedio de edad de sus usuarios oscila entre los 25 y 35 años. Su tiempo promedio de utilización es de 25 minutos diarios.